# الحصن (سنحان)

تعديل مصدري - تعديل

الحصن هي إحدى قرى عزلة وادي الأجبار بمديرية سنحان وبني بهلول التابعة لمحافظة صنعاء، بلغ تعداد سكانها 530 نسمة حسب تعداد اليمن لعام 2004.